# Patientjournal
En patientjournal (ibland kallad medicinsk journal) är en sammanställning av handlingar som rör en patient.

## Patientjournal i Sverige
För att säkerställa att patienter får en god och säker vård har viss personal inom hälso- och sjukvården skyldighet enligt patientdatalagen att fortlöpande dokumentera uppgifter om patientens hälsotillstånd i en patientjournal.

### Skyldighet att föra patientjournal
Skyldig enligt patientjournallagen att föra patientjournal är:
- den som har legitimation eller särskilt förordnande att utöva visst yrke,
- den som, utan att ha legitimation för yrket, utför arbetsuppgifter som annars bara skall utföras av logoped, psykolog eller psykoterapeut inom den allmänna hälso- och sjukvården eller sådana arbetsuppgifter inom den enskilda hälso- och sjukvården som biträde åt legitimerad yrkesutövare,
- den som är verksam som kurator i den allmänna hälso- och sjukvården.

### Rätten att läsa sin journal
En patientjournal är först och främst avsedd att vara ett stöd för den eller de personer som ansvarar för patientens vård. En patient har i regel rätt att läsa sin journal. 
Det finns två undantag då patienten inte kan få tillgång till sin journal:
- om det kan leda till att behandlingen blir lidande
- om någon person, som nämns i journalen, kan komma till skada

En patient har också vissa möjligheter att få sin journal helt eller delvis förstörd. Ansökan om att journalen ska förstöras görs hos Socialstyrelsen.

### Rätten att spärra sin journal
Sedan 2008 kräver patientdatalagen att landstingen ger patienter rätten att helt spärra de digitala uppgifterna i sina egna journaler mellan olika kliniker och vårdgivare för att hindra obehöriga från att läsa den. En spärr kan upprättas efter att patienten har fyllt i en spärrblankett som finns hos vården eller för utskrift på landstinges webbplats.
Särskilt i samband med övergången till den Nationella patientöversikten (NPÖ), ett system där vårdpersonal i hela landet får tillgång till samtliga patientjournaler i systemet, valde många patienter att begära att spärra sina journaler.
I juni 2012 riktade Datainspektionen kritik mot att samtliga landsting och fem av de största privata vårdgivarna i Sverige bryter mot detta. Många landsting erbjuder möjligheten, men de allra flesta journalsystem som används av landstingen har ingen teknisk funktion för att upprätta en sådan spärr.

### Omvårdnadsdokumentation
Omvårdnadsdokumentation beskriver den journalföring som görs av framför allt sjuksköterskor.

### Elektroniska journaler
En mängd olika elektroniska journalsystem (datajournaler, datorjournaler, datorjournalsystem, digitala patientjournaler, digitala vårdjournaler, eJournal(er), elektroniska journaler, nätjournaler) finns inom svensk sjukvård, i första hand: BMS (Systeam Cross), Cosmic (Cambio), Melior, Take Care, MERIDIQ, VAS, Journal3 (Profdoc), Obstetrix, Medidoc och PMO. 2012 angavs de viktigaste vara TakeCare, Cosmic, BMS, Melior, samt i mindre grad VAS och Infomedix. Övriga system i Sverige har varit/är:  AsynjaVisph, Columna (Systematic), Cross, Millennium, NCS och Webdoc.
Vanligen är elektroniska recept integrerade med de elektroniska journalsystemen.
En sammanföring av elektroniska journaler kan ske till Nationell Patientöversikt (NPÖ).
Ett emellanåt debatterat arbete som fortgår är att ge patienter tillgång till sin egen patientjournal via nätet, ofta kallat nätjournal.
En undersökning från 2021 visade att 4 av 10 svenska internetanvändare kände stor oro för att få sina digitala vårdjournaler lästa av obehöriga.